# Lugano (stacja kolejowa)
Lugano (włoski: Stazione di Lugano) – stacja kolejowa w Lugano, w kantonie Ticino, w Szwajcarii. Znajduje się na Gotthardbahn.
Jest obsługiwana przez Szwajcarskie Koleje Federalne.
Stacja została wybudowana na wzgórzu, na zachód od centrum miasta, położona nad jeziorem Lugano. Kolejka linowa wybudowana w 1886 roku łączy stację z centrum miasta.
Jest to również stacja końcowa linii do Ponte Tesa. Od 1909 do 1967 była również stacją końcową dla linii do Tesserete.